# Chemische bundelepitaxie
Chemische bundelepitaxie (CBE) vormt een klasse van depositietechnieken voor het maken van dunne lagen bij de productie van halfgeleidersystemen. Deze vorm van epitaxie wordt uitgevoerd in een ultrahoogvacuümsysteem. De reactanten worden aangevoerd als moleculaire bundels van reactieve gassen, doorgaans in de vorm van hydriden of metaal-organische verbindingen. De term CBE wordt vaak gebruikt alsof die uitwisselbaar is met metaal-organische moleculaire bundelepitaxy (MOMBE). De nomenclatuur maakt echter onderscheid tussen die twee processen. CBE in de strikte zin verwijst naar de techniek waarbij beide reactanten worden aangevoerd als gassen.